# Hindenburg Research
Hindenburg Research LLC — американская инвестиционно-исследовательская фирма, специализирующаяся в игре на понижение цены акций, основанная Натаном Андерсоном в 2017 году. Названа в честь катастрофы дирижабля «Гинденбург» 1937 года, которую основатели охарактеризовали, как катастрофу, которую можно было избежать. Фирма публиковала на своем веб-сайте публичные отчеты, в которых обвиняла исследуемые ею корпорации и фирмы в корпоративном мошенничестве и должностных преступлениях. Среди компаний, которые стали объектами их расследований, Super Micro Computer, Adani Group, Nikola, Clover Health, Block, Inc., Kandi, и Lordstown Motors. В отчетах по расследованиям содержались доводы в защиту практики коротких продаж и объяснения того, как игра на понижение «играет решающую роль в разоблачении мошенничества и защите инвесторов» Фирма объявила о прекращении своей деятельности, о чем Андерсон разместил на своем веб-сайте сообщение  в январе 2025 года. Авторитетное бизнес-издание Wall Street Journal характеризует Гинденбург, как «выдающегося игрока на понижение на Уолл-стрит».

## Операции
Компания Hindenburg Research готовила отчеты о расследованиях в отношении компаний, изучая их публичные публикации, внутренние корпоративные документы и опрашивая сотрудников компаний. По результатам  каждого исследования отчет направлялся партнерам Hindenburg, которые начинали продажи без покрытия (короткие позиции) акций целевой компании, прежде чем отчёт отправлялся для публичного раскрытия. Партнёры Hindenburg получали прибыль, если цена акций целевой компании падала.

## Известные исследования

### Nikola Corporation
В сентябре 2020 года исследовательская компания Hindenburg Research опубликовала отчет о корпорации Nikola, в котором содержались утверждения о том, что компания является «замысловатым мошенничеством, построенным на лжи», а также утверждалось, что ее основатель Тревор Милтон несет ответственность за большую часть мошеннических действий. После публикации отчета акции Nikola упали на 40 % и Комиссия по ценным бумагам и биржам (SEC) начала расследование. Хотя Милтон изначально оспаривал обвинения, позже он ушел с поста исполнительного председателя и в конечном итоге был признан виновным в мошенничестве с электронными деньгами и ценными бумагами. В ноябре 2020 года компания Nikola заявила, что «понесла значительные расходы в результате нормативных и юридических вопросов, связанных с докладом Гинденбурга».

### Clover Health
В феврале 2021 года Hindenburg опубликовал отчет о плане Medicare Advantage компании Clover Health, в котором утверждалось, что компания не проинформировала инвесторов о том, что в отношении нее ведется расследование со стороны Министерства юстиции. В отчете также утверждалось, что миллиардер, промоутер акций и предприниматель Чамат Палихапития ввёл в заблуждение инвесторов, когда он вывел компанию на биржу через компанию-SPAC. Сразу после публикации компания Clover Health отвергла обвинения, содержащиеся в отчете, а также заявила, что получила уведомление от SEC.

### Adani Group
В январе 2023 года Hindenburg сообщила, что у нее есть короткие позиции в индийской Adani Group, а также указала на проблемы с задолженностью и бухгалтерским учетом в указанной компании. Одновременно Hindenburg опубликовал отчет, в котором утверждалось, что индийский конгломерат Adani Group «на протяжении десятилетий занималась наглой манипуляцией акциями и мошенничеством с бухгалтерской отчетностью». Вскоре после публикации отчета компании Adani Group столкнулись с резким падением стоимости своих акций. The Guardian указала, что Hindenburg призвал Adani Group подать в суд, если они считают, что отчет неточен. К концу февраля 2023 года группа потеряла 150 миллиардов долларов. Состояние её основного акционера Гаутама Адани сократилось, и в течение месяца после публикации отчета он переместился с 3-го места в списке самых богатых людей мира на 30-е место.
Adani Group в ответ обвинила Hindenburg Research в организации «расчетливой атаки» на Индию. В ответ на это Hindenburg Research опубликовала заявление, в котором говорится, что Адани уклонился от ответов на ключевые вопросы, поднятые в отчете фирмы, и вместо этого прибегнул к угрозам.
Из-за обвинений американская финансовая компания MSCI понизила статус акций четырех компаний Adani до уровня free-float, а Moody's Investors Service понизила их рейтинги. Credit Suisse Group AG прекратил принимать облигации компаний Adani в качестве обеспечения по маржинальным кредитам для своих клиентов.

### Icahn Enterprises
В мае 2023 года Hindenburg опубликовал отчет по Icahn Enterprises, акции которой упали более чем на 50% за месяц после того, как Hindenburg объявил о коротких позициях по ней. Они классифицировали структуру дивидендов Icahn Enterprises как «финансовую пирамиду» и отметили, что исследование Jefferies Group в отношении Icahn Enterprises является «одним из худших случаев халатности при проведении исследований со стороны продавцов, которые мы когда-либо видели»

## Дополнительные отчеты
Hindenburg также опубликовал отчеты, касающиеся оператора онлайн-ставок DraftKings, компании по производству геотермальных электростанций Ormat Technologies,, компании по производству электромобилей Mullen Technologies, и китайской компании по добыче блокчейна и криптовалют под названием SOS.
В марте 2023 года Hindenburg опубликовал отчет о Block Джека Дорси, в котором утверждалось о завышении числа пользователей, использовании учетных записей для незаконной деятельности, возможном расследовании со стороны SEC и неспособности запретить мошенникам пользоваться своей платформой. Это немедленно привело к падению акций компании на 22 %, но затем произошло их частичное восстановление позднее в тот же день.
В июне 2023 года Hindenburg опубликовал отчет о Tingo Group Дози Ммобуоси, в котором обвинил компанию в мошенничестве в огромных масштабах, включая искажение сведений об образовании основателя и существовании многих аспектов бизнеса. В отчете ставится под сомнение законность финансовых отчетов компании и утверждается, что многие из заявленных партнеров Tingo на самом деле не были партнерами Tingo. Акции Tingo Group, котирующиеся на бирже NASDAQ, резко упали в цене после публикации отчета. Компания отвергла претензии Hindenburg, заявив, что они содержат «фактические ошибки» и «вводящее в заблуждение и клеветническое содержание» , и назначила юристов White & Case для рассмотрения претензий.
В августе 2023 года Hindenburg опубликовал отчет о Freedom Holding, что привело к расследованию со стороны Министерства юстиции. В августе 2024 года Hindenburg раскрыл короткую позицию в Supermicro, заявив о сбоях в бухгалтерском учете («красные флажки»). На следующий день компания Supermicro заявила, что отложит подачу годового отчета, в результате чего ее акции упали более чем на 25 %. По данным The Wall Street Journal, Министерство юстиции США начало предварительное расследование в отношении компании через месяц после публикации отчета. В октябре 2024 года аудиторы Supermicro, Ernst & Young, подали в отставку после того, как выразили серьезную обеспокоенность по поводу внутреннего контроля компании, независимости совета директоров и бухгалтерской практики, что привело к потере компанией трети своей рыночной стоимости.

## Другие виды деятельности
В октябре 2021 года Hindenburg объявил о вознаграждении в 1 миллион долларов за информацию, которая позволила бы раскрыть финансовые подробности декларируемого финансового обеспечения криптовалюты Tether. Tether декларировалась её создателями в качестве «стейблкойна» c привязкой к доллару США. создатели также уверяли, что для обеспечения обменного курса к доллару США один к одному Tetther обеспечен резервами в валюте и в ценных бумагах. Представители Hindenburg ставили под сомнение эти заявления, указывая, что эмитенты никогда открыто не декларировали реальное наличие финансового обеспечения криптокойна. Hindenburg Research подчёркивали, что на момент начала кампании у них не было активов ни в одной криптовалюте, отвергая подозрения, что они могли действовать в пользу конкурентов в мире криптовалюты или в целях спекуляции на фоне скандала. Сомнения в обеспеченности криптовалюты позднее были поддержаны и другими финансовыми аналитиками, в частности, аналитики Bloomberg особо подчёркивали опасность потери контроля над крипторынком с приходом в Белый Дом команды Трампа.
В мае 2022 года Hindenburg также объявил об игре на понижение цены акций Twitter после объявления Илона Маска о приобретении Twitter. В своём заявлении Hindenburg указывал на опасность того, что Маск может отказаться от своего намерения приобрести компанию, в этом случае цена акций Twitter могла обрушиться минимум вдвое. В июле 2022 года, после попытки Маска расторгнуть сделку, Hindenburg приобрели значительную долю в Twitter, сделав ставку против Маска — посчитав, что судебная система США сделает отказ Маска от сделки невозможным, что в итоге и произошло.